# 南日本半尾花介
南日本半尾花介（学名：Semicytherura minaminipponica）为尾花介科半尾花介屬下的一个种。